# Lessing J. Rosenwald
Lessing Julius Rosenwald (Chicago, 10 de febrero de 1891-24 de junio de 1979) fue un hombre de negocios estadounidense, coleccionista de libros raros y arte, mecenas de ajedrez y filántropo.

## Biografía
Nacido en Chicago, Lessing J. Rosenwald era el hijo mayor de Julius Rosenwald, un fabricante de ropa que se convirtió en copropietario y fue presidente de Sears, Roebuck and Company de 1908 a 1923, y presidente de 1923 a 1932.  
Lessing dejó la Universidad de Cornell y comenzó a trabajar para Sears en 1911 como empleado de envío, y en 1920, se le dio la responsabilidad de abrir un centro de suministro de catálogos para la creciente empresa de pedidos por correo en Filadelfia.  
Residió durante muchos años en Jenkintown, Pensilvania. En 1913 se casó con Edith Goodkind y juntos tuvieron cinco hijos: Julius "Dooley" Rosenwald II, Robert L. Rosenwald, Helen Rosenwald Snellenburg, Joan Rosenwald Scott y Janet Rosenwald Becker.

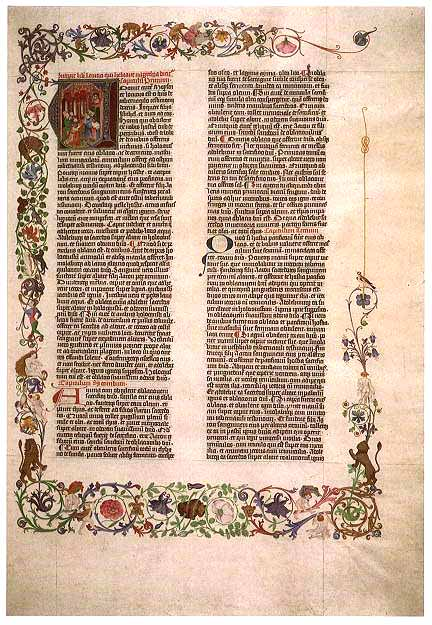
Biblia Gigante de Maguncia donada por Rosenwald a la Biblioteca del Congreso

Después de suceder a su padre, fue presidente de Sears desde 1932 hasta 1939, cuando se dedicó a tiempo completo a coleccionar libros raros y arte, así como a administrar las organizaciones benéficas familiares, principalmente el Fondo Julius Rosenwald, que otorgó becas directamente a cientos de artistas, escritores, investigadores e intelectuales afroamericanos. 
En 1943, se comprometió a donar sus colecciones de libros raros y arte. Después de su muerte, fueron donados 2.600 libros raros que recorren el camino del libro ilustrado a lo largo de los últimos seis siglos y 5.000 libros de referencia para la Biblioteca del Congreso, que sigue siendo una de las colecciones más destacadas de la división de libros raros y colecciones especiales. Además, se donaron 27.000 grabados y dibujos a la Galería Nacional de Arte, ambas ubicadas en Washington D. C. Fue uno de los donantes fundadores de la Galería Nacional de Arte cuando se inauguró en 1941. La "Biblia Gigante de Maguncia" ha estado en exhibición permanente en el gran vestíbulo de la Biblioteca del Congreso desde que Rosenwald la donó en 1952, entonces tenía 500 años. Rosenwald mantuvo su colección en su galería privada, la Galería Alverthorpe, dentro del Centro de Arte Abington. 
Rosenwald también era un entusiasta del ajedrez y donó dinero para apoyar el ajedrez estadounidense. Patrocinó el Campeonato de Ajedrez de Estados Unidos de 1957 a 1969. 

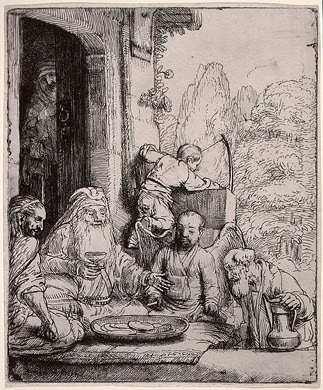
Abraham de Rembrandt entreteniendo a los ángeles, 1656. Uno de los 27.000 artículos donados por Rosenwald a la Galería Nacional de Arte

## Actividades políticas
Rosenwald era el partidario judío más conocido del Comité Primero América, que abogaba por la neutralidad estadounidense durante la Segunda Guerra Mundial, antes del ataque a Pearl Harbor, y que estaba dirigido por su sucesor en Sears-Roebuck y su amigo de toda la vida Robert E. Wood. Solo tres meses después de su creación, renunció a la junta del comité en diciembre de 1940 debido a sus preocupaciones por el antisemitismo. Se convirtió en director de la Bureau of Industrial Conservation of the War Production Board (WPB) (en español, Oficina de Conservación Industrial de la Junta de Producción de Guerra) durante la Segunda Guerra Mundial. 
En 1943, Rosenwald aceptó la invitación para convertirse en presidente del American Council for Judaism (en español, Consejo Estadounidense para el Judaísmo), una asociación de judíos reformistas antisionistas, cargo que ocupó hasta 1955; después de ello siguió siendo presidente de la junta. Durante este tiempo, Rosenwald también participó activamente en los esfuerzos de rescate de judíos europeos e instó a los Estados Unidos a admitir un gran número de refugiados, tanto judíos como gentiles. 

## Renombre internacional
La importancia de Lessing J. Rosenwald como coleccionista de libros raros y donante de la Biblioteca del Congreso aparece en la novela de David Baldacci, The Camel Club, Londres (Pan Books) 2006, p. 164-ss. 